# Jardín Botánico de Val d'Yser
El Jardín Botánico de Val d'Yser ( en francés: Jardin botanique du Val d'Yser ) es un jardín botánico de 2,5 hectáreas de extensión, privado sin ánimo de lucro, en Bambecque, Francia.

## Localización
Jardin botanique du Val d'Yser 1, rue du Perroquet Vert, 59470 Bambecque, Nord, Nord-Pas-de-Calais, France-Francia.
Planos y vistas satelitales.50°54′5.04″N 2°32′54.96″E / 50.9014000, 2.5486000
Se encuentra abierto al público el primer fin de semana del mes de junio y previa cita. Se cobra una tarifa de entrada.

## Historia
El jardín fue creado en el 2000 en un terrenos utilizado anteriormente para cultivos agrícolas, y organizado en cuatro secciones asimétricas.
En el año 2006 albergaba más de 830 taxones de planta identificados, que en el año 2007 se incrementaron a más de 900 taxones.

## Colecciones
Actualmente el jardín se encuentra distribuido en cuatro secciones, donde las plantas y los árboles frutales se establecen entre las hierbas indígenas, dando al conjunto una apariencia bastante natural, requiriendo al mismo tiempo intervenciones ligeras pero seguidas.
El tema principal corresponde al interés estacional de las plantas decorativas, pero hay varios temas en curso de desarrollo, podemos citar:
- Las plantas decorativas,
- La huerta con árboles frutales,
- La charca,
- El monte bajo.